# Felix Tucholla

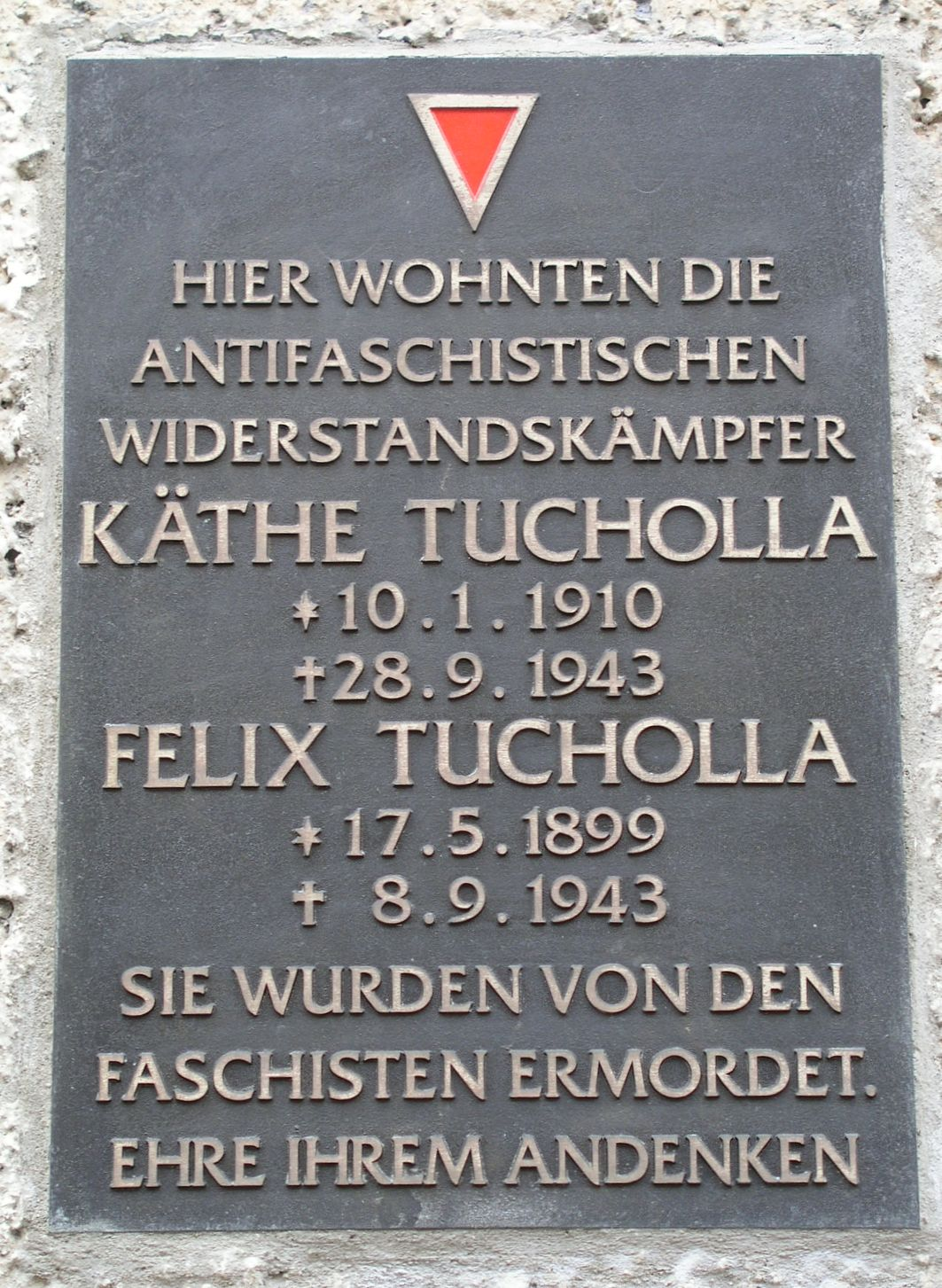
Ersatz-Gedenktafel, die bis 2013 am Wohnhaus der Tuchollas in der Victoriastadt angebracht war; das Original befindet sich seit 2006 im Heimatmuseum Lichtenberg

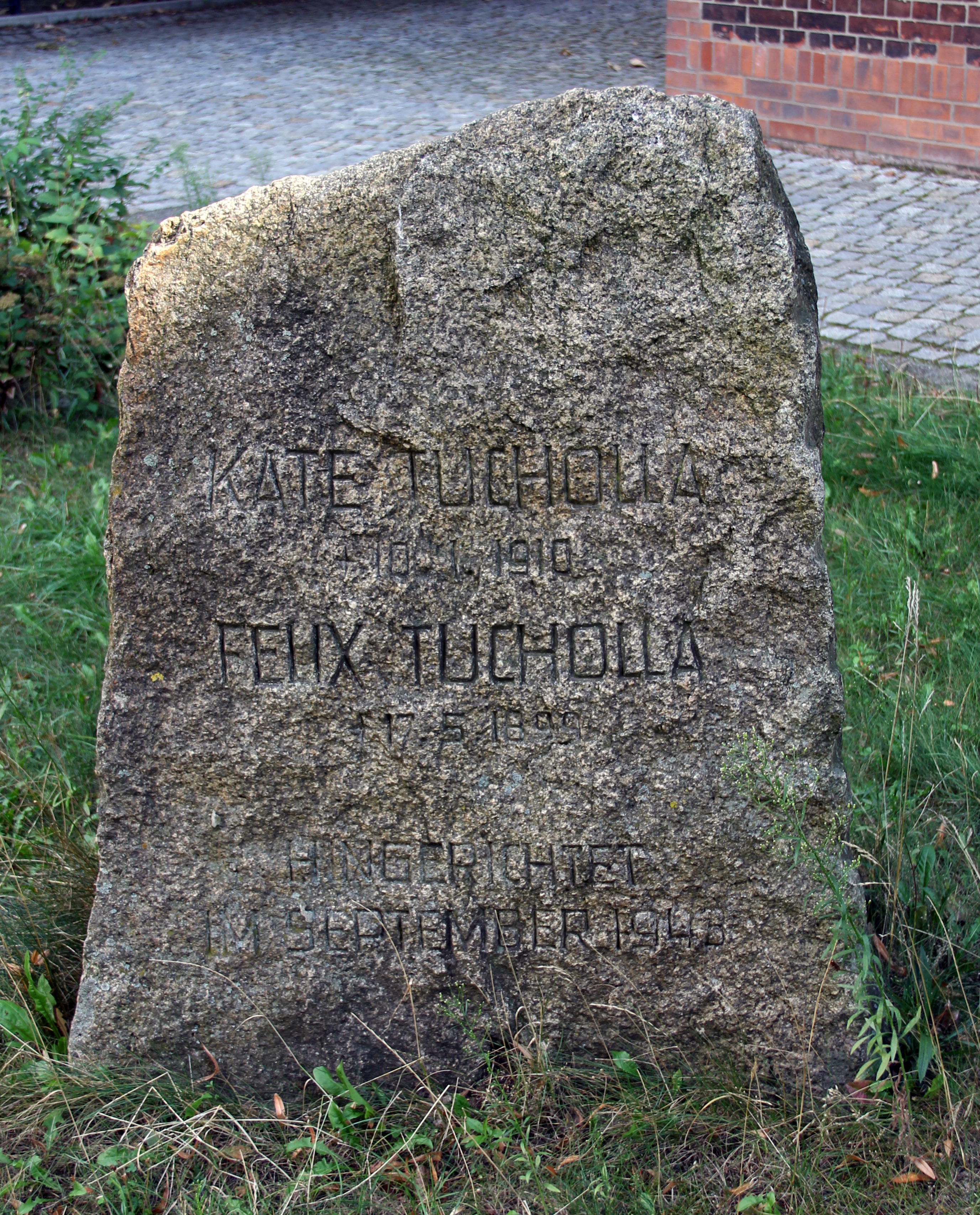
Gedenkstein, Nöldnerstraße 44 in Berlin-Rummelsburg

Felix Tucholla (* 17. Mai 1899 in Friedrichsfelde; † 8. September 1943 in Berlin-Plötzensee) war ein deutscher Widerstandskämpfer gegen den Nationalsozialismus.

## Leben
Tucholla arbeitete als Schlosser. Er wurde 1928 Mitglied der KPD und war als Mitglied von Sparta Lichtenberg ehrenamtlicher Funktionär der Kampfgemeinschaft für Rote Sporteinheit, Politischer Leiter der KPD-Zelle in der Lichtenberger Lessingstraße und zuletzt Org.-Leiter des Unterbezirks Ost der KPD. Nach 1933 arbeitete er illegal weiter, verbreitete Flugblätter und bildete einen Schulungszirkel. Gemeinsam mit seiner Ehefrau Käthe Tucholla unterstützte er ab 1939 antifaschistische Aktionen der Widerstandsgruppe um Robert Uhrig. Sie halfen dem aus der Sowjetunion im Mai 1942 über Ostpreußen abgesprungenen Fallschirmspringer Erwin Panndorf, nachdem er im Juni 1942 in Berlin eingetroffen war, besorgten ihm eine Unterkunft, und Käthe Tucholla reiste mehrmals nach Meerane, um alte Kontakte für Panndorf herzustellen. Nachdem die Gestapo Käthe Tucholla bei einem dieser Treffen verhaftet hatte, wurde einige Tage später, am 8. Juli 1942, auch Felix Tucholla in Berlin festgenommen. Der Volksgerichtshof verurteilte das Ehepaar am 17. August 1943 zum Tode. Felix Tucholla wurde am 8. September in den so genannten „Plötzenseer Blutnächten“, seine Frau Käthe am 28. September 1943 in Berlin-Plötzensee hingerichtet.

## Ehrungen
- Das Komitee der antifaschistischen Widerstandskämpfer hatte 1953 die Anbringung einer Gedenktafel am Wohnhaus der Tuchollas in der Kaskelstraße 41 in Berlin-Rummelsburg veranlasst. Die Tafel wurde im Jahr 2006 abgeschraubt und dem Heimatmuseum Lichtenberg in der Stadthausstraße übergeben, an das Haus kam eine Kopie. Dafür wurde am 28. September 2013 eine Gedenkstele für die Tuchollas vor dem Gebäude eingeweiht.[1]
- Der frühere Victoriaplatz im Berliner Kaskelkiez erhielt 1951 den Namen „Tuchollaplatz“.
- Im September 1977 wurde der damaligen Hilfsschule in der Nöldnerstraße der Name „Käthe und Felix Tucholla“ verliehen, auf dem Schulhof stellte das Bezirksamt einen Gedenkstein auf.